# Carlos Mendoza Davis
Carlos Mendoza Davis, född 21 april 1969, är en mexikansk politiker (PAN) som är guvernör i delstaten Baja California Sur sedan 10 september 2015. Han är son till delstatens första folkvalda guvernör Ángel César Mendoza Arámburo. Från 2012 till 2015 representerade han Baja California Sur i Mexikos senat.